# Zenon Laskowik
Zenon Laskowik, né le 26 mars 1945 dans un village du canton de Zelwa annexé à la Biélorussie soviétique, est un humoriste satirique et artiste de cabaret polonais.

## Biographie
Zenon Laskowik grandit à Międzyrzecz où ses parents s'étaient établis après la Guerre. Il fait des études supérieures à l'Académie d'éducation physique de Poznań (pl) après une première année à l'École polytechnique de Poznań (pl), mais s'oriente vers la scène, devenant le créateur durant ses études du cabaret « Klops ». Il fonde en 1970 avec son camarade d'études Krzysztof Jaślar (pl) le cabaret de Poznań "Tey" (pl), rapidement réputé pour sa manière de contourner la censure du régime communiste de la République populaire de Pologne, notamment dans ses sketch en duo avec Janusz Rewiński (pl) et Bohdan Smoleń. Il obtient un diplôme d'acteur de l'École supérieure de théâtre de Varsovie après avoir suivi les cours de Kazimierz Rudzki (pl) et Aleksander Bardini.
À partir de 1977, ils réalisent des programmes satiriques de cabaret à la télévision qui se développent à partir de 1980. L'enregistrement de son spectacle intitulé « Derrière le magasin » au festival d'Opole en 1980 est devenu une séquence culte.
Il crée le TEYATR en 1984 avec les encouragements de Józef Zembrzuski "Żużu", mais créer une structure indépendante est une gageure et la dernière tournée s'achève en 1988.
Il abandonne le spectacle durant les années 1990 pour travailler comme postier ou étudier les subtilités de la bourse, mais revient à la scène professionnelle à partir de 2003 en créant la plateforme O.B.O.R.A. (pl), qui existe jusqu'en 2009. Outre les duos, il crée des monologues, où il se retrouve souvent seul au téléphone, dans les situations les plus loufoques.
Dans les années 2010, il donne des représentations de ses spectacles Spotkanie kolesiów et Będa zmiany... et participe à des festivals ; il est aussi invité à des émissions de télévision, tant à la télévision publique que par les stations privées.

## Filmographie
- Słodkie oczy (pl), comédie de Juliusz Janicki et Maciej Karpiński
- Filip z konopi, comédie de Józef Gębski
- Frère des ours des studios Disney où il est la voix polonaise de Tuke